# Alessandro Zenatello
Alessandro Zenatello (Monteforte d'Alpone, 7 dicembre 1891 – Soave, 27 gennaio 1977) è stato un pittore italiano.

## Biografia
Nato da Angelo e Lucia Rizzotto, perde la madre pochi giorni dopo la propria nascita.
Frequenta l'Accademia di belle arti Gian Bettino Cignaroli di Verona fra il 1906 e il 1910, conseguendo premi di primo o secondo grado ad ogni anno di corso. Nel 1912 partecipa alla Biennale di Venezia e sei anni dopo raggiunge la notorietà internazionale prendendo parte all'Esposizione di Torino. Nel 1921 presenta dieci opere all'Esposizione Internazionale di Vienna; nello stesso periodo espone a Ca' Pesaro a Venezia e a Verona.
Nel 1924 si trasferisce da Monteforte d'Alpone a Caldiero, dove apre uno studio.
Nel 1938 sposa la sua modella Ines Marangoni, che gli darà un figlio, Sandro.
La sua attività di pittore e di affreschista prosegue senza sosta, portando il pittore ad avere circa quindici collaboratori nel proprio studio.
Nel 1955 si trasferisce a San Michele Extra, frazione di Verona.
Alessandro Zenatello muore a ottantacinque anni, dopo una breve malattia, all'ospedale di Soave.